# 九龍巴士263M線

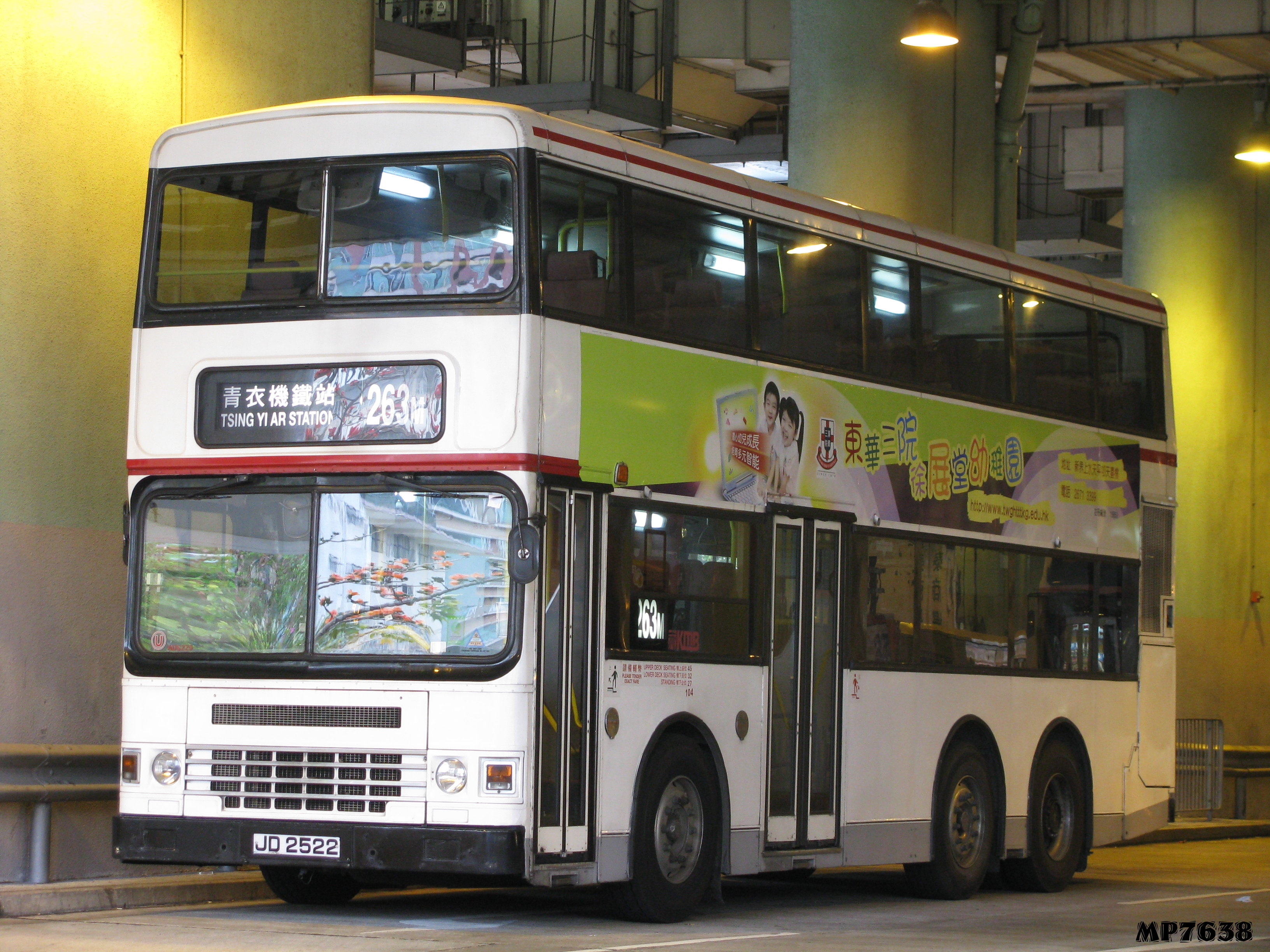
本線未轉假日全單層時的雙層巴士
（1997年丹尼士巨龍9.9米）

九龍巴士263M線是香港新界一條已取消的日間巴士路線，提供空調巴士服務，行走富泰邨及青衣鐵路站之間。

## 歷史
- 2001年1月7日：本線開辦，當時不經荃灣及屯門公路，因此本線使用車輛曾貼出有關字眼。
- 2002年4月21日：為配合 63M 改經汀九橋往返青衣站，改經荃灣及屯門公路。
- 2002年9月14日：開辦輔助線263P，除途經青山公路、杯渡路及屯門公路外，行車路線跟263M一樣。
- 2005年6月11日：改經元朗北（即途經宏達路、媽橫路等路段）。
- 2005年6月13日：由於客量稀少，263P取消服務
- 約2005年：配合聚康山莊入伙，加設聚康山莊分站。
- 2007年12月2日：配合兩鐵合併，本線部份分站及青衣方向總站更名為「XX鐵路站」字眼。
- 2010年2月7日：本線當日起逢假日全線改用單層空調巴士提供服務。
- 2013年9月28日：本線取消。

## 取消前情況
在三號幹線及大欖隧道於1998年通車後，大部份來往元朗和天水圍的九巴路線隨即改經，藍地及洪水橋一帶就只有53、63M（已停駛）及63X，引致該帶居民強烈不滿，因此為配合屯門東北的富泰邨落成，開辦一條以富泰邨為總站，途經藍地、洪水橋、屏山及大欖隧道前往青衣站的巴士路線，方便青山公路沿線居民接駁九巴其他大欖隧道路線及機場快線往來各區，因此本路線應運而生。
由於路線設計是為方便大欖隧道轉車站轉車，因此本身朝63M及68A往市區的路線相反方向行走，與該帶居民一貫的乘車習慣有出入，因為行走路線與已經延長至青衣站的68A線重疊，加上本線班次較為疏落，而由青衣島往富泰邨，本線於元朗區的分段收費較高，不與輕鐵競爭，所以該方向很少乘客會於元朗區上車，導致客量持續稀少，繁忙時間亦鮮見客滿情況。雖然於2005年6月11日起，本線往青衣站方向，改經宏達路及朗業街，往富泰方向改經元朗安樂路及媽橫路，將服務範圍擴至元朗北及朗屏，令朗屏邨居民有便宜及直接的途徑往來荃灣及接駁九巴大欖隧道巴士線，但自從2007年6月24日起，九巴68X延長服務範圍至洪水橋後，該區的市民有多一個選擇出入市區，而較多乘客亦改乘班次頻密及較直接的68X，雖然有前往元朗北及朗屏的乘客需改乘本線，但前往洪水橋及屏山的乘客卻改乘68X，實在得不償失。
因此，於2008年1月28日起，改用丹尼士巨龍9.9米空調巴士，以節省資源。而主要客源是往來大欖隧道轉車站轉乘往來洪水橋、屏山、朗屏及元朗北的乘客。
本線更改路線後反令行車時間加長，導致本線客量及營運情況更不理想，九巴已經對本線採取放棄態度。於2008-2009屯門巴士發展計劃中，本線被建議縮短至荃灣（如心廣場），並調低車費，希望籍此改善現時客量低迷的情況，但遭到區議員反對而被擱置。
另一方面，此路線雖路經新時代廣場，但並未設站，無法清掉繁忙時間未能登上68M線的乘客﹔而九巴不斷削減此路線班次，班次達16-30分鐘一班，所以客量一直偏低。
由於本路線客量持續低迷，九巴為節省資源，不斷將原有的雙層空調巴士盡量調走，改派全新落地、配置Salvador Caetano車身及歐盟4型廢氣排放標準引擎的斯堪尼亞K230UB單層低地台空調巴士服役，使本線成為首條採用單層空調巴士行走、也是首條採用該款單層低地台空調巴士行走的日間大欖隧道路線，同時創下第一條路線同時出現該款巴士的10.6米以及12米版本的紀錄（另外兩條有此紀錄的為24線及73K），以及成為第二條以該款巴士作主力的路線之一（第一條為74K），也是大欖隧道日間路線中唯一一條以單層巴士作主力的路線。
雙層轉為單層的時間與安排如下：
- 2009年7月19日：ADS229／JD2522、ADS235／JD4215→ASB14／NV5818、ASC2／NV8552
- 2009年12月25日：ADS205／JC2418、ADS234／JD4139、ASB14／NV5818→ASC16／PB1383、ASC20／PB2285、ASC21／PB2337
- 2010年2月7日：ADS219／JC3075→ASC17／PB1950及ADS232／JD3484→ASC15／PB1358
- 2011年4月27日：ASC2／NV8552→ASC19／PB2225

根據網上討論，本路線為九巴虧蝕最嚴重的路線。按估計，每年虧蝕超過2000萬元，因此九巴原本決定於2013年9月14日把此路線連同66線一同取消，但正式實施日期為9月28日。

## 服務時間及班次
| 富泰邨開         | 富泰邨開    | 富泰邨開     | 青衣鐵路站開     | 青衣鐵路站開 | 青衣鐵路站開 |
| 日期             | 服務時間    | 班次（分鐘） | 日期             | 服務時間     | 班次（分鐘） |
| ---------------- | ----------- | ------------ | ---------------- | ------------ | ------------ |
| 星期一至六       | 05:35-07:11 | 24           | 星期一至六       | 06:30-08:14  | 25-27        |
| 星期一至六       | 07:27       | 07:27        | 星期一至六       | 08:14-11:05  | 20-22        |
| 星期一至六       | 07:43-08:25 | 21           | 星期一至六       | 11:05-17:22  | 24-28        |
| 星期一至六       | 08:25-16:17 | 24-28        | 星期一至六       | 17:22-19:50  | 17-20        |
| 星期一至六       | 16:17-18:45 | 17-20        | 星期一至六       | 19:50-00:45  | 25-28        |
| 星期一至六       | 18:45-23:40 | 25-28        |                  |              |              |
| 星期日及公眾假期 | 05:35-11:35 | 20-25        | 星期日及公眾假期 | 06:30-12:35  | 20-25        |
| 星期日及公眾假期 | 11:35-13:00 | 17           | 星期日及公眾假期 | 12:35-14:00  | 17           |
| 星期日及公眾假期 | 13:00-15:00 | 20-25        | 星期日及公眾假期 | 14:00-16:20  | 20-25        |
| 星期日及公眾假期 | 15:00-16:30 | 18           | 星期日及公眾假期 | 16:20-17:50  | 18           |
| 星期日及公眾假期 | 16:30-18:00 | 20-25        | 星期日及公眾假期 | 17:50-19:00  | 20-25        |
| 星期日及公眾假期 | 18:00-20:50 | 25-30        | 星期日及公眾假期 | 19:00-21:45  | 25-30        |
| 星期日及公眾假期 | 20:50-23:40 | 18-20        | 星期日及公眾假期 | 21:45-00:45  | 20           |

## 收費
全程：$10.6
- 荃景圍天橋往青衣鐵路站：$4.9
- 橫龍街往富泰邨：$9.7
- 大橋村往富泰邨：$5.9

## 用車
本線開辦初期，主要採用1994年至1995年間投入服務的丹尼士巨龍空調巴士（俗稱「黃柱龍」），後來因為本線客量偏低，及配合運輸處要求行駛高速公路的巴士，上層車頭的座椅需配備安全帶，本線在2008年起改為採用載客量較低的9.9米丹尼士巨龍（ADS），其後再降格至以單層巴士為主力，可想而知本線的客量異常偏低，事實上，就算在繁忙時間使用單層巴士行走，都甚少出現要企人的情況。
本線取消前的派車包括6輛斯堪尼亞K230UB單層低地台12米空調巴士；及2輛富豪奧林比安雙層11米空調巴士（實際上屬960S線掛牌並假日收車），均屬屯門車廠。

## 行車路線
富泰邨開經：屯貴路、青山公路－嶺南段、藍地交匯處、青山公路 (藍地段、洪水橋段、屏山段)、朗天路、水邊圍交匯處、朗天路、宏達路、朗業街、青山公路－元朗段、博愛交匯處、元朗公路、青朗公路、屯門公路、青山公路－荃灣段、西樓角路、大河道、楊屋道、德士古道、荃青交匯處、青荃路、担杆山交匯處及青敬路。
青衣鐵路站開經：青敬路、担杆山交匯處、青荃路、荃青交匯處、德士古道、楊屋道、大河道、青山公路－荃灣段、屯門公路、青朗公路、元朗公路、博愛交匯處、青山公路－元朗段、元朗安樂路、媽橫路、青山公路 (屏山段、洪水橋段、藍地段、嶺南段)及屯貴路。

### 行車路線
| 富泰邨開 | 富泰邨開           | 富泰邨開             | 青衣鐵路站開 | 青衣鐵路站開       | 青衣鐵路站開         |
| 序號     | 車站名稱           | 位置                 | 序號         | 車站名稱           | 位置                 |
| -------- | ------------------ | -------------------- | ------------ | ------------------ | -------------------- |
| 1        | 富泰邨巴士總站     | 富泰公共運輸交匯處   | 1            | 青衣鐵路站巴士總站 | 青衣站公共運輸交匯處 |
| 2        | 聚康山莊           | 屯貴路               | 2            | 橫龍街             | 楊屋道               |
| 3        | 富泰邨             | 青山公路－嶺南段     | 3            | 楊屋道街市         | 楊屋道               |
| 4        | 藍地鐵路站         | 青山公路－藍地段     | 4            | 福來邨永樂樓       | 青山公路－荃灣段     |
| 5        | 青磚圍             | 青山公路－藍地段     | 5            | 荃景圍天橋         | 青山公路－荃灣段     |
| 6        | 泥圍鐵路站         | 青山公路－藍地段     | 6            | 大欖隧道           | 大欖隧道轉車站       |
| 7        | 亦園村             | 青山公路－洪水橋段   | 7            | 大橋村             | 元朗安樂路           |
| 8        | 鍾屋村鐵路站       | 青山公路－洪水橋段   | 8            | 屏昌徑             | 媽橫路               |
| 9        | 洪水橋鐵路站       | 青山公路－洪水橋段   | 9            | 山水樓             | 媽橫路               |
| 10       | 大道村             | 青山公路－屏山段     | 10           | 朗邊               | 青山公路－屏山段     |
| 11       | 灰沙圍             | 青山公路－屏山段     | 11           | 屏山               | 青山公路－屏山段     |
| 12       | 塘坊村鐵路站       | 青山公路－屏山段     | 12           | 新起村             | 青山公路－屏山段     |
| 13       | 屏山               | 青山公路－屏山段     | 13           | 灰沙圍             | 青山公路－屏山段     |
| 14       | 鳳池村             | 宏達路               | 14           | 大道村             | 青山公路－屏山段     |
| 15       | 朗屏邨悅屏樓       | 宏達路               | 15           | 洪水橋鐵路站       | 青山公路—洪水橋段    |
| 16       | 東頭工業區         | 朗業街               | 16           | 鍾屋村鐵路站       | 青山公路—洪水橋段    |
| 17       | 大欖隧道           | 大欖隧道轉車站       | 17           | 亦園村             | 青山公路—洪水橋段    |
| 18       | 荃景圍天橋         | 青山公路—荃灣段      | 18           | 泥圍               | 青山公路—藍地段      |
| 19       | 愉景新城           | 青山公路—荃灣段      | 19           | 福亨村             | 青山公路—藍地段      |
| 20       | 荃灣鐵路站         | 西樓角路             | 20           | 妙法寺             | 青山公路—藍地段      |
| 21       | 大河道             | 大河道               | 21           | 藍地鐵路站         | 青山公路—藍地段      |
| 22       | 眾安街             | 楊屋道               | 22           | 富泰邨             | 青山公路—嶺南段      |
| 23       | 橫窩仔街           | 楊屋道               | 23           | 聚康山莊           | 屯貴路               |
| 24       | 青衣鐵路站巴士總站 | 青衣站公共運輸交匯處 | 24           | 富泰邨巴士總站     | 富泰公共運輸交匯處   |

## 外部連結
- 九巴263M線官方網站路線資料 （页面存档备份，存于）
- 263M資料
- 681巴士總站V2 （页面存档备份，存于）
- 香港巴士大典上的相关条目：九巴263M線
- 香港巴士大典上的相关条目：九巴263P線
- 西北經典系列‧九巴#04 263M-曾是西北最南的欖隧線 （页面存档备份，存于）
- 香港獨立媒體 （页面存档备份，存于）